# Фадеев-Васильев, Григорий Прокофьевич
Фадеев-Васильев, Григорий Прокофьевич (1888 — 1918) — российский революционер, профсоюзный деятель, большевик, участник борьбы за установление Советской власти в Ростове-на-Дону.

## Биография
Родился в Ильинской волости Дмитровского уезда Московской губернии в русской бедной крестьянской семье. В возрасте 12-13 лет родители отдали его в учение портному в Москву. С 19 лет — в революционном движении. В 1908 году за организацию забастовки в мастерской готового платья фирмы Чернышева был арестован, просидел в тюрьме три месяца, затем выслан в административном порядке из столицы.
В 1910 году вернулся в Москву, вёл активную подпольную революционную работу, способствовал организации профсоюза швейников. За революционную работу провёл ещё один год в тюрьме, после чего был выслан в Харьков. С конца 1911 и в 1912 году председатель Союза швейных работников Харькова. В декабре 1912, опасаясь новых репрессий, выехал в Ростов-на-Дону, где также занимался организацией профсоюзной работы.
В феврале 1913 вступил в партию большевиков. Как партийный и профсоюзный активист принял активное участие в революционных событиях 1917 года.
Во время корниловского мятежа активно работал по организации Красной гвардии и вооружения рабочих. Был избран в состав Президиума Ростовского Совета рабочих депутатов.
После прихода к власти Каледина остался в Ростове на нелегальном положении, изменил свою фамилию на "Васильев", поступил на службу в милицию. Продолжил подпольную партийную и профсоюзную работу. В декабре участвовал в состоявшемся в Воронеже съезде Советов Донской области.
Участвовал в агитации среди донских казаков, направленной на разложение военных частей белых, чем способствовал скорейшему продвижению красногвардейских войск к Ростову.

## Обстоятельства смерти
Вечером с 6 на 7 февраля 1918 года участвовал в заседании правления профсоюза, возвращаясь с которого около 2 часов ночи был арестован пьяными офицерами, которые повели его в управление милиции на Скобелевскую улицу.
Там его пытали с целью выяснить местонахождение подпольного комитета большевиков, требовали выдать партийных активистов. Не добившись желаемого, белые расправились с ним. Утром он был найден с пробитой головой и несколькими огнестрельными и штыковыми ранами на теле. Уголовное дело по факту его убийства не было заведено.